# Benjamin Maack

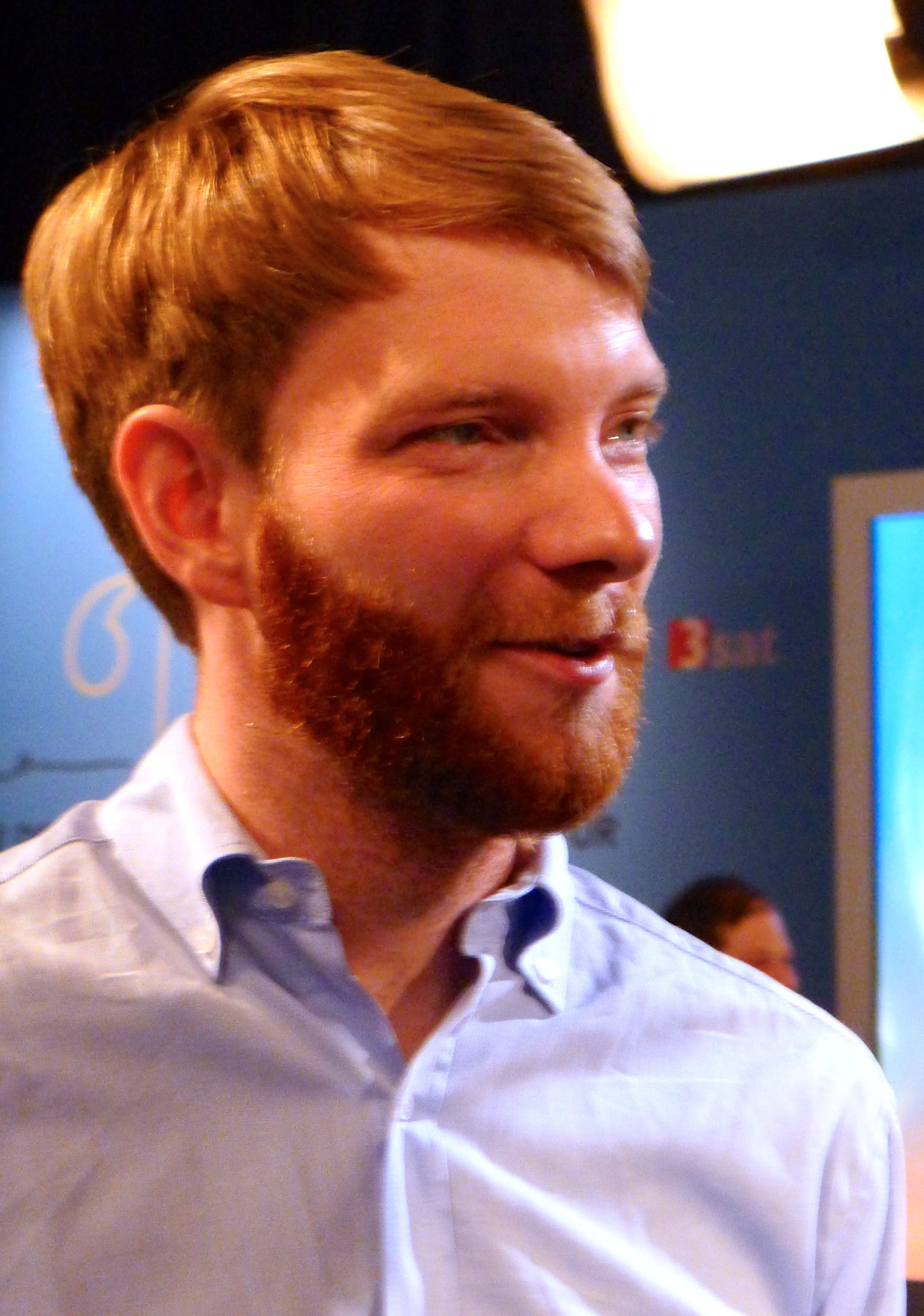
Benjamin Maack erhält den 3sat-Preis bei den Tagen der deutschsprachigen Literatur 2013

Benjamin Maack (* 3. April 1978 in Winsen (Luhe)) ist ein deutscher Journalist und Schriftsteller.

## Leben
Benjamin Maack lebt seit 1998 als Redakteur und freier Autor in Hamburg. Er studierte Kunstgeschichte, Philosophie und Volkskunde.
Neben den Einzelpublikationen Monster, Die Welt ist ein Parkplatz und endet vor Disneyland und Du bist es nicht, Coca Cola ist es veröffentlichte er Gedichte und Erzählungen in Anthologien (u. a. Macht – Organisierte Literatur, Rotbuch Verlag 2002; Hamburger Ziegel, Jahrbuch für Literatur, Dölling & Galitz 2002; Streulicht, Minimal Trash Art 2003). Er trat regelmäßig bei Literaturveranstaltungen wie dem Machtclub, Poets on the Beach, Kaffee.Satz.Lesen und TRANSIT auf und war Mitveranstalter des Machtclubs, der von der Kulturbehörde der Freien und Hansestadt Hamburg gefördert wurde. Maack war außerdem Chef des Kassettenlabels EK und trat auch selbst als Musiker auf.
Als Redakteur hat Benjamin Maack für die Magazine Prinz, Blond und 23 gearbeitet und machte gemeinsam mit Bernd Begemann den Podcast Ohrensessel. Im Splitscreen, dem Podcast des Videospiele-Magazins GEE, sprach er mit Gästen aus der Redaktion über aktuelle Videospiele. Im Januar 2008 wurde Maack Redakteur bei einestages, ab November 2012 stellvertretender Ressortleiter, ab Januar 2013 Ressortleiter. Seit Oktober 2015 ist Benjamin Maack Redakteur im Ressort Panorama des Spiegel.
Von der Frankfurter Allgemeinen Sonntagszeitung wurde er im Oktober 2012 als einer der 20 wichtigsten jungen Autoren der Gegenwart genannt. Beim Ingeborg-Bachmann-Wettbewerb 2013 erhielt er für seinen Beitrag „Wie man einen Käfer richtig fängt“ von Joachim Kaltenbach den 3sat-Preis.
2020 erschien Wenn das noch geht, kann es nicht so schlimm sein als Text bei Suhrkamp und als Hörspiel für den NDR. Darin verarbeitet Maack die Erfahrungen mit seiner depressiven Erkrankung. 2021 sprach er als Gast in der sechsten Folge des NDR-Info-Podcasts Raus aus der Depression (Moderation: Harald Schmidt) zusammen mit seiner Frau über seine Depression.

## Werke
- Du bist es nicht, Coca Cola ist es. Gedichte, Minimal Trash Art, Hamburg 2004. ISBN 978-3-9808788-2-1.
- Die Welt ist ein Parkplatz und endet vor Disneyland. Erzählungen, Minimal Trash Art, Hamburg 2007. ISBN 978-3-9808788-6-9.
- Monster. mairisch Verlag, Hamburg 2012. ISBN 978-3-938539-21-7.
- Wenn das noch geht, kann es nicht so schlimm sein. Suhrkamp Verlag, Berlin 2020. ISBN 978-3-518-47073-2.

## Auszeichnungen
- 2012: Hamburger Förderpreis für Literatur
- 2012: Förderpreis zum Kranichsteiner Literaturpreis
- 2013: 3sat-Preis beim Ingeborg-Bachmann-Wettbewerb 2013
- 2016: Förderpreis zum Hermann-Hesse-Literaturpreis
- März 2020: Hörspiel des Monats für Wenn das noch geht, kann es nicht so schlimm sein, Regie: Iris Drögekamp (NDR)